# 金达沃省

康波斯特拉谷省

金达沃省（英語：Davao de Oro Province），原名康波斯特拉谷省（Compostela Valley），是一個位於菲律賓民答那峨島的省份。首府為那布圖蘭。

根據地圖顯示的方位，其位於民答那峨島的東部，向北的位置為南阿古桑省；向西的位置為北達沃省；向東、向南的位置則是東達沃省。

## 簡介
- 隸屬地區：達沃區
- 時區：GMT+8
- 使用語言：宿霧語、Dabaweño
- 人口：637,366人[1]
- 面積：4,479.77平方公里